# Arrondissement Thann
Thann is een voormalig arrondissement van het Franse departement Haut-Rhin in de regio Grand Est. De onderprefectuur was Guebwiller. Op 1 januari 2015 is het arrondissement opgeheven en opgegaan in het huidige arrondissement Thann-Guebwiller.

## Kantons
Het arrondissement is samengesteld uit de volgende kantons:
- Kanton Cernay
- Kanton Masevaux
- Kanton Saint-Amarin
- Kanton Thann